# Heinz Friedrich Hartig
Heinz Friedrich Hartig (* 10. September 1907 in Kassel; † 16. September 1969 in Berlin) war ein deutscher Komponist und Musikpädagoge.

## Leben
Hartig besuchte das Humanistische Gymnasium (Lyceum Fridericianum) in Kassel, wo er Ostern 1927 die Reifeprüfung ablegte. Anschließend studierte er Musik an der Universität Wien und an der Friedrich-Wilhelms-Universität Berlin. Im März 1932 legte er sein Staatsexamen (Klavier, Violine, Theorie, Musikgeschichte, Gesang, Orchesterleitung) ab.
Vom 14. April bis zum 17. Juli 1932 lehrte er an dem von Martin Luserke geleiteten reformpädagogischen Landerziehungsheim Schule am Meer auf der Nordseeinsel Juist, das stark künstlerisch geprägt war.
Ab 1948 unterrichtete er an der Berliner Hochschule für Musik die Fächer Gehörbildung und Musiktheorie. Im Jahre 1955 übernahm er dort eine Professur. Darüber hinaus leitete er bis zu seinem Tode die Tonmeisterabteilung der Hochschule. Im Rahmen dieser Tätigkeit machte er die Bekanntschaft mit Boris Blacher, mit dem er eng zusammenarbeitete.
Hartigs Interesse galt vor allem der Raummusik, der er sich gemeinsam mit Blacher seit Ende der 1950er Jahre intensiv widmete.
Sein kompositorisches Schaffen umfasst hauptsächlich Konzerte, Sonaten, Lieder, Oratorien sowie Chorwerke. Weiterhin genoss er als Musikpädagoge einen hervorragenden Ruf. Zu seinen Schülern zählten neben anderen Carlo Domeniconi und Roland Pfrengle.

## Werke (Auswahl)
- Sonate für Klavier und Klarinette op. 7
- Konzert für Violine und Orchester op. 10
- Der Trinker und die Spiegel für Bariton und Chor op. 16
- Concertante Suite für Gitarre und Orchester op. 19 (Siegfried Behrend gewidmet)
- Fünf Stücke für Flauto dolce (Blockflöte) und Gitarre op. 25 (Siegfried Behrend gewidmet)
- Perché für Gitarre und gemischten Chor op. 28 (Siegfried Behrend gewidmet)
- Drei Stücke für Gitarre op. 26 (Siegfried Behrend gewidmet)
- Konzert für Klavier und Orchester op. 30
- Reflexe für Gitarre und Cembalo op. 32
- Variationen über einen siebentönigen Klang für Orchester op. 39
- Lieder für Bariton und Orchester op. 40
- Oratorium “Wohin” op. 41
- COMPOSITIONE PER CINQUE (Flauto, Oboe, Violino, Viola, Violoncello) op. 50
- Gott sei gelobet und gebenedeit für vierstimmigen gemischten Chor und Orgel op. 51 Nr. 2

## Auszeichnungen
- 1968: Berliner Kunstpreis